# Яшвіль Лев Михайлович
Лев Михайлович Яшвіль (17 серпня 1772 — 19 квітня (1 травня) 1836, Київ) — князь, герой франко-російської війни 1812 року, генерал від артилерії, георгіївський кавалер, кавалер золотої шпаги, брат Володимира Яшвіля.

## Біографія
Народився 6 (17 серпня) 1772 року. Походив із грузинського княжого роду. За царювання імператриці Катерини II разом зі старшим братом князем Володимиром в 1784 році був відправлений до Росії для навчання військовій справі в Артилерійський та інженерний шляхетський кадетський корпус.
Службу розпочав 12 травня 1786 року, по закінченню навчання. Був направлений багнет-юнкером в Бомбардирський полк. Брав участь у російсько-турецькій війні 1787—1792 років (в 1787 році при захисті Кінбурна і при облозі Очакова, при облозі і штурмі Акермана (вересень 1789 року), Бендер (листопад 1789 року) і Ізмаїла (грудень 1790 року). В 1787 році за бойові заслуги отримав чин поручика.
За відзнаки під час придушення Польського повстання 1794 року нагороджений орденом Святого Георгія 4-го ступеня. В 1794—1799 роках — в кінній артилерії, 1799 року в лейб-гвардії Артилерійського батальйону, капітани гвардії. З 1800 року в лейб-гвардії кінно-артилерійського батальйону, з травня 1800 року — полковник. З 1803 року в 1-му кінно-артилерійському батальйоні.
В 1805—1806 роках командир роти 1-го кінно-артилерійського батальйону. В 1806 році переведений у 6-у бригаду. Учасник французьких кампаній 1805—1807 років. Воював під Вішау, Гейльсбергом, Аустерліцем, Пултуськом, Прейсіш-Ейлау, Гуттштадтом, Фрідландом. За відзнаки при Фрідланді нагороджений орденом Святого Георгія 3-го ступеня. 16 березня 1808 року отримав звання генерал-майора.
На початку Франко-російської війни 1812 року командував 4-ю артилерійською бригадою у складі 1-го піхотного корпусу генерала П. Х. Вітгенштейна. Брав участь в ар'єргардних боях при Якубові, Клястицях, Головчиці, Смолянах, Борисові. 24 серпня 1812 року за відзнаку у битві при Головчино отримав звання генерал-лейтенанта. З 1813 року — начальник артилерії головної діючої армії і в цій якості брав участь у кампанії 1813—1814 років. Керував артилерією під Лютценом, Бауцені, в Шампані. У 1816—1832 роках командувач артилерією 1-ї армії. З 1 січня 1819 року — генерал від артилерії, з 1831 року — генерал-ад'ютант. Учасник придушення Польського повстання 1831 року. З 1832 року — член Військової ради.

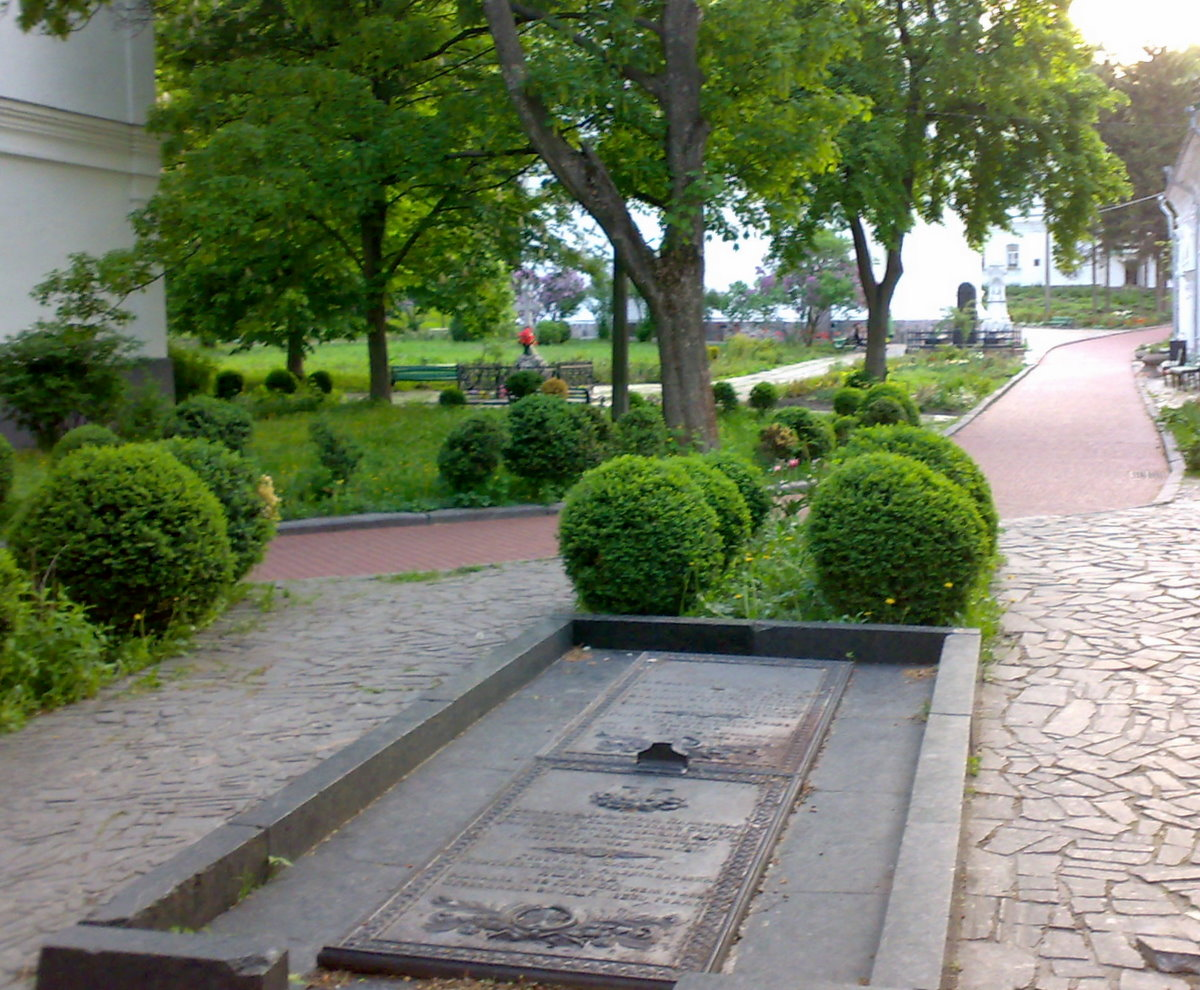
Могила Лева Яшвіля

З липня 1832 року у відставці за хворобою. Помер 19 квітня (1 травня) 1836 року. Похований в Києві на цвинтарі Видубицького монастиря.